# Yū Fujiwara
Yū Fujiwara (jap. 藤原 雄, Fujiwara Yū; * 10. Juni 1932 in Honami in Bizen, Präfektur Okayama; † 29. Oktober 2001) war ein japanischer Töpfer und Kunsthandwerker. Er wurde 1996 als Lebender Nationalschatz für das Wichtige Immaterielle Kulturgut „Keramikherstellung“ deklariert.
Yū Fujiwara wurde als ältester Sohn des Keramikmeisters Kei Fujiwara geboren. Obgleich seine Sehkraft deutlich vermindert war, begeisterte er sich wie schon sein Vater zunächst für Literatur und Musik. Von 1951 an studierte er japanische Literatur an der Meiji-Universität. Nach dem Studium nahm er 1955 eine Arbeit im Verlag Misuzu Shōbō an, gab die Stelle jedoch noch im gleichen Jahr wieder auf und kehrte nach Hause zurück, um sich um seinen Vater zu kümmern. In der Folge erlernte er bei seinem ebenfalls zum Lebenden Nationalschatz ernannten Vater das Töpferhandwerk und im Besonderen die Tradition der Bizen-Keramik. 1957 heiratete er, im Jahr darauf wurde sein ältester Sohn Kazu geboren. 1961 wurde er ordentliches Mitglied der Japanischen Gesellschaft für Kunsthandwerk.
1964 stellte er erstmals seine Werke im Ausland aus, im American Museum of Ceramic Art und in Pointe-Claire in Kanada. In der Folge hielt er Vorträge über Bizen-Keramik in Amerika, Kanada, Mexiko und Spanien. 1965 war er gemeinsam mit dem Holzschnittkünstler Munakata Shikō Gastdozent am Dartmouth College. 1985 wurde Yū Fujiwara mit der Ehrenmedaille am dunkelblauen Band geehrt. 1988 stellte er als erster Japaner seine Werke im National Museum of Contemporary Art in Südkorea aus.
Yū Fujiwara wurde wie sein Vater vor ihm am 10. Mai 1996 für seine Bizen-Keramiken zum Lebenden Nationalschatz ernannt. 2001 starb er im Alter von 69 Jahren an Multiorganversagen.